# 総合病院 (テレビドラマ)
『総合病院』（General Hospital、종합병원）は韓国のMBCで1994年4月17日から1996年3月3日まで放送された韓国ドラマ。全92話。2008年11月19日から2009年1月15日まで続編の『総合病院2』（General Hospital 2、종합병원 2）が放送されている。

## 概要

### 総合病院
総合病院を舞台に医療現場を軸にしたドラマで、放送当時は水・木曜日に92話放送された。

### 総合病院2
「総合病院」の14年後の設定で同じソンウィ大学病院を舞台としている。『総合病院』の出演者の一部が同じ役で出演し、回想場面では『総合病院』の映像が用いられている。
・元々は16話で終了予定であったが、MBS労組のストライキやパート3の予告編挿入などにより、17話完結となった
・邦題は『総合病院』となっている。1994年の『総合病院』が、日本で未放送であることによる。

## 出演者

### 総合病院
- イ・ジェリョン
- キム・ジョンウン
- キム・ソイ
- チョン・ドヨン

### 総合病院2
- チャ・テヒョン（チェ・ジンサン役：田舎の母には優秀な外科医と言いながら、実は成績万年最下位のうっかり者。レジデントとして病院に残ることに反対もあったが、患者との信頼関係を築く能力を買われ残ることができた。）
- キム・ジョンウン（チョン・ハユン役：医療専門弁護士を志し、ソンウィ大学病院の外科レジデントとなる。8年前医療ミスで父を亡くした上、医師がミスをひた隠しにした経験から、医師全般に対して不信感を抱いている。）
- リュ・ジン（ペク・ヒョヌ役：医大生・インターン時代ともに成績トップのエリートで、外科レジデント１年目の期待の星。）
- イ・ジェリョン（キム・ドフン役：外科スタッフ医。レジデントであった前作から14年が経ち、外科スタッフ医として後輩たちの指導に当たる。）